# Bárbara Mori
Bárbara Mori, Bárbara Mori Ochoa, född 2 februari 1978 i Montevideo är en skådespelare, fotomodell, författare och filmproducent som härstammar från Uruguay.

## Barndom
Mori föddes i Uruguay 2 februari 1978. Hennes farfar var japan. Hennes mor är av libanesisk härkomst. Hon har två syskon, Kenya Mori och Kintaró Mori. Hennes föräldrar skildes när hon var tre år gammal. Sin tidiga barndom tillbringade Mori mellan Mexiko och Uruguay, men när hon hade fyllt tolv år blev Mexico City hennes bostadsort.

## Karriär
Mori startade sin karriär 1992 när hon blev fotomodell vid 14 års ålder. 1997 blev hon skådespelare i telenovelan Mirada de Mujer på TV-kanalen TV-Azteca. TV-serien blev en stor framgång. Därefter medverkade Mori i såpoperan Azul Tequila. 2004 hade hon huvudrollen i telenovelan Rubí, som blev en av de mest kända telenovelorna genom tiderna.
Sedan 2005 har Mori haft huvudrollen i åtskilliga filmer från Hollywood och Bollywood, såsom  My Brother's Wife (2005), Violanchelo (2008), Insignificant Things (2008), producerad av Guillermo del Toro, Kites (2010), Cantinflas (2014) och Treintona, soltera y fantástica (2016).
Mori har funnits med på åtskilliga listor över de vackraste mexikanska skådespelerskorna genom tiderna.

## Filmografi (urval)
- 1997 - Mirada de mujer (TV-serie)
- 2001 - Inspiración
- 2005 - La Mujer de mi hermano
- 2006 - Pretendiendo
- 2010 - Kites